# Prämoskovitische Periode der altrussischen Literatur
Die altrussische Periode in der altrussischen Literatur umfasst in etwa die Zeit des Kiewer Reiches. Sie beginnt mit den Anfängen des russischen Schrifttums im 10. Jahrhundert bzw. der Herausbildung einer Literatur als bewusst künstlerisch gestaltetes Wort im 11. Jahrhundert und mündet im 14. Jahrhundert nach dem Zerfall des Kiewer Reichs und dem Aufstieg Moskaus als neues Herrschaftszentrum in die Moskovitische Periode.
Wichtige Werke dieser Periode sind etwa die Nestorchronik, das Igorlied, die Daniil-Klagen, das Epos von der Schlacht am Don und als ältestes ostslawisches Buch überhaupt der Nowgoroder Kodex.